# Skałki (Częstochowa)
Skałki – wzgórze w Częstochowie, na prawym brzegu Warty. Pod względem fizycznogeograficznym należy do Wyżyny Częstochowskiej.
Wraz z położonym na drugim brzegu rzeki wzgórzem Sołek stanowi tzw. Bramę Warty, od której rozpoczyna się Mirowski Przełom Warty. Nieco na wschód od wzgórza położony jest Popławski Dół.